# 徐勇凌
徐勇凌（1962年—），前中国人民解放军空军人物。

## 生平
初中毕业于杭州第四中学，后考入北京航空学院材料专业。1984年，在北航的第二次大学生招飞体检中通过，同年7月参军，进入空军第六航空学校。1987年2月19日，在歼六高空编队飞行中，徐驾驶的僚机与长机相撞双双坠机，两位驾驶员均跳伞成功并继续飞行。1993年10月24日，徐与李中华、张景亭一同被派往俄罗斯格罗莫夫试飞院学习，参加为期一年的国际试飞员全科培训。1994年10月24日回国，从事歼-8Ⅱ、歼-10等战机的试飞工作。2005年，离开作战部队，从事飞行作战与空军战略理论研究。2010年，被空军调到空军指挥学院从事军事理论研究与教学工作。2014年12月退出现役，2015年9月移交地方。2017年，担任李晨、范冰冰主演的《空天猎》的顾问。

## 与崔永元的网路纠葛
2017年4月期间，崔永元曾与另外一名据称和他一样同为“红二代”的蔡小心的发生过言论纠葛，崔攻击对方生理缺陷，引其对方的强烈不满。徐勇凌则站在了蔡小心的一边，并通过其个人微博威胁崔永元，“小心告诉你，跟我斗，白道黑道你都不是个儿” 。此外，徐勇凌还长期对崔永元，在如反对转基因等事件的舆论战中，所用的手法、言论、以及对崔借用反对转基因的旗号搞涉及其个人的商品营销的做法非常不认同，所以对崔永元持有非常负面的态度。导致，在与朋友在微博平台上交流中有涉及崔永元的话题，徐勇凌多次用侮辱性的言语公开抨击崔永元。
2018年5月份，崔永元得知电影《手机2》正在拍摄。为报复冯小刚和刘震云在电影《手机》中对他名誉的侵害，崔永元通过各类媒体，对与冯小刚、刘震云的电影拍摄相关的，如，范冰冰、徐帆等不少人和企业，提起了诸如，“揭露阴阳合同”、“演艺圈天价片酬”以及“逃税”等多个议题的大面积揭露，引发了相当广泛的社会关注。对此，徐勇凌也在其微博上发了不满崔永元的帖子，并用了比如“崔阳寿不多了”的字眼。崔永元于是通过微博和相关媒体宣称，受到了有“白道黑道”背景的徐勇凌对其出发出的“实名认证的死亡威胁”，对此崔永元反击到：“试飞员，你完蛋了”，并令徐早点滚，趁他还没功夫收拾徐。由于，崔永元认为，曾为《空天猎》做过顾问的徐勇凌为了范冰冰而“死亡威胁”崔本人。中国空军方面察觉到事态，随后发布消息称，徐勇凌早已于2014年12月退役，也于2015年完成了专业地方的全部移交事务，并表示空军部队坚决贯彻关于现役军人使用互联网的相关法律和规定。此外，还有有媒体借用网路言论说徐勇凌是李晨的“兄弟”，不仅对崔永元发出过“死亡威胁”，还对袁立也发过“死亡威胁”。由于受到崔永元粉丝的对其发动多日的人肉搜索式的网络攻击，徐勇凌于2018年6月8日，通过个人微博和媒体解释了，他是由于友人受到过崔永元的人身攻击，才曾在个人微博上发表了一些用词激烈的愤怒言论，并通过公众媒体发表了落款于6月5日的对崔永元本人曾使用过激烈网络言辞的公开致歉信。徐勇凌用“人肉总是明目张胆的，而死亡威胁总是私信的，这样的私信抽屉装不下”的话语直接否认了崔永元对他所指控的“死亡威胁”的说法。。